# Kōtarō Nishiyama
Kōtarō Nishiyama (西山 宏太朗 Nishiyama Kōtarō?,  Prefectura de Kanagawa, Japón, 11 de octubre de 1991) es un actor de voz japonés, afiliado a 81 Produce. Algunos de sus papeles más destacados son el de Atsushi Kinugawa en Binan Kōkō Chikyū Bōei-bu Love!, Sakutarō Kirara en Jewelpet: Magical Change, Minami Natsume en Idolish7, Kazunori Uesugi en Tantei Team KZ Jiken Note, Yoshiharu Hisomu en Kiznaiver y Ryūichi Kashima en Gakuen Babysitters.
En 2018, junto con sus colegas Shun Horie y Taku Yashiro, fue condecorado con el premio a "Mejor actor nuevo" en la duodécima ceremonia de los Seiyū Awards.

## Filmografía

### Anime
| Año  | Título                                                       | Papel                                  |
| ---- | ------------------------------------------------------------ | -------------------------------------- |
| 2012 | Sankarea                                                     | Hombre                                 |
| 2012 | Accel World                                                  | Hombre 1                               |
| 2012 | Kokoro Connect                                               | Estudiante                             |
| 2013 | Dansai Bunri no Crime Edge                                   | Estudiante                             |
| 2013 | Hayate no Gotoku!                                            | Staff                                  |
| 2013 | Tokurei Sochi Dantai Stella Jo-Gakuin Kōtō-ka Shīkyūbu C³-bu | Enemigo, cliente                       |
| 2014 | D-Frag!                                                      | Matsuhisa                              |
| 2014 | Nō-Rin                                                       | Estudiante                             |
| 2014 | Haikyū!!                                                     | Kazuhito Narita, Kawashima             |
| 2014 | Free!                                                        | Tōru Iwashimizu                        |
| 2014 | Ao Haru Ride                                                 | Estudiante                             |
| 2014 | Inō Battle wa Nichijō-kei no Naka de                         | Estudiante                             |
| 2014 | Psycho-Pass 2                                                | Hombre                                 |
| 2014 | Shigatsu wa Kimi no Uso                                      | Miembro del club de fútbol             |
| 2015 | Binan Kōkō Chikyū Bōei-bu Love!                              | Atsushi Kinugawa                       |
| 2015 | Nagato Yuki-chan no Shōshitsu                                | Miembro del equipo de béisbol, maestro |
| 2015 | Jewelpet: Magical Change                                     | Sakutaro Kirara                        |
| 2015 | Kyōkai no Rinne                                              | Niño                                   |
| 2015 | Overlord                                                     | Bellote                                |
| 2015 | Noragami Aragoto                                             | Suzuha                                 |
| 2015 | Star-Myu                                                     | Estudiante                             |
| 2015 | Tantei Team KZ Jiken Note                                    | Kazunori Uesugi                        |
| 2016 | Haruchika                                                    | Kōji Iwasaki                           |
| 2016 | Kiznaiver                                                    | Yoshiharu Hisomu                       |
| 2016 | High School Fleet                                            | Oga                                    |
| 2016 | Servamp                                                      | Koyuki                                 |
| 2016 | Fudanshi Kōkō Seikatsu                                       | Daigo                                  |
| 2016 | 91 Days                                                      | Frate Vanetti                          |
| 2016 | Time Travel Shōjo: Mari Waka to 8-nin no Kagakusha-tachi     | Leone                                  |
| 2016 | All Out!!                                                    | Yuto Keta                              |
| 2016 | Whistle!                                                     | Yūsuke Morinaga                        |
| 2017 | Sakurada Reset                                               | Hitsūchikun                            |
| 2017 | Nui Nui Hinobori San Kyoudai                                 | Aoi Hinobori                           |
| 2017 | Warau Salesman                                               | Tomoyoshi Doraki                       |
| 2017 | Konbini Kareshi                                              | Keiichi Miki                           |
| 2017 | TsukiPro The Animation                                       | Eichi Horimiya                         |
| 2017 | Karada Sagashi (ONA)                                         | Shōta Uranishi                         |
| 2017 | Sengoku Night Blood                                          | Masatoyo Naitou                        |
| 2018 | Gakuen Babysitters                                           | Ryūichi Kashima                        |
| 2018 | Hataraku Oniisan!                                            | Angoramori-senpai                      |
| 2018 | Major 2nd                                                    | Hikaru Satō                            |
| 2018 | Moshi Moshi, Terumi Desu                                     | Rintarō                                |
| 2018 | The Thousand Musketeers                                      | Lorenz                                 |
| 2018 | Chūkan Kanriroku Tonegawa                                    | Toshimasa Kawasaki                     |
| 2018 | Zoids Wild                                                   | Garlic                                 |
| 2018 | Gaikotsu Shotenin Honda-san                                  | Kendo                                  |
| 2018 | Ace Attorney 2                                               | Yūsaku Amasugi                         |
| 2019 | B-Project: Zecchou Emotion                                   | Yuzuki Teramitsu                       |
| 2019 | Egao no Daika                                                | Alan                                   |
| 2019 | Ensemble Stars!                                              | Kanata Shinkai                         |
| 2019 | Stand My Heroes: Piece of Truth                              | Kyōsuke Tsuzuki                        |
| 2019 | Bem                                                          | Roddy Walker                           |
| 2020 | A3! Season Spring & Summer                                   | Tsuzuru Minagi                         |
| 2022 | Aoashi                                                       | Junnosuke Nakano                       |